# Sân vận động Công viên Thể thao (Annecy)
Sân vận động Công viên Thể thao (tiếng Pháp: Parc des Sports) là một sân vận động đa năng ở Annecy, Pháp. Đây là sân nhà của câu lạc bộ FC Annecy. Sân vận động có sức chứa 15.660 khán giả. Sân đã tổ chức Giải vô địch điền kinh trẻ thế giới 1998.